# Championnat d'Afrique féminin de volley-ball 2005
Navigation
Édition précédente Édition suivante
Le 12e championnat d'Afrique féminin de volley-ball se déroule du 8 au 15 octobre 2007 à Abuja, Nigeria. Il a mis aux prises les huit meilleures équipes africaines.

## Équipes présentes
- Botswana
- Côte d'Ivoire
- Cameroun
- Égypte
- Kenya
- Maroc
- Nigeria
- Tunisie

## Compétition

### Phase finale

#### Classement 1-4
|  | Demi-finales                                        | Demi-finales                                        |                        |   | Finale                                        | Finale                                        |
|  | Demi-finales                                        | Demi-finales                                        |                        |   | Finale                                        | Finale                                        |
|  |                                                     |                                                     |                        |   |                                               |                                               |
|  | 13 septembre, Abuja (25-15 21-25 20-25 25-10 15-13) | 13 septembre, Abuja (25-15 21-25 20-25 25-10 15-13) |                        |   | 14 septembre, Abuja (19-25 25-22 25-21 25-18) | 14 septembre, Abuja (19-25 25-22 25-21 25-18) |
|  | 13 septembre, Abuja (25-15 21-25 20-25 25-10 15-13) | 13 septembre, Abuja (25-15 21-25 20-25 25-10 15-13) |                        |   | 14 septembre, Abuja (19-25 25-22 25-21 25-18) | 14 septembre, Abuja (19-25 25-22 25-21 25-18) |
|  | Kenya                                               | 3                                                   |                        |   | 14 septembre, Abuja (19-25 25-22 25-21 25-18) | 14 septembre, Abuja (19-25 25-22 25-21 25-18) |
|  | Kenya                                               | 3                                                   |                        |   | 14 septembre, Abuja (19-25 25-22 25-21 25-18) | 14 septembre, Abuja (19-25 25-22 25-21 25-18) |
|  | Tunisie                                             | 2                                                   |                        |   | 14 septembre, Abuja (19-25 25-22 25-21 25-18) | 14 septembre, Abuja (19-25 25-22 25-21 25-18) |
|  | Tunisie                                             | 2                                                   | Kenya                  | 3 |                                               |                                               |
|  | 13 septembre, Abuja (25-17 20-25 25-23 26-24)       |                                                     | Kenya                  | 3 |                                               |                                               |
|  |                                                     | Nigeria                                             | 1                      |   |                                               |                                               |
|  | Nigeria                                             | Nigeria                                             | 1                      | 3 |                                               |                                               |
|  | Nigeria                                             |                                                     |                        | 3 |                                               |                                               |
|  | Égypte                                              | 1                                                   |                        |   |                                               |                                               |
|  | Égypte                                              | 1                                                   | Match pour la 3e place |   |                                               |                                               |
|  |                                                     |                                                     |                        |   |                                               |                                               |
|  | 15 septembre, Abuja (22-25 25-27 25-21 25-17 15-9)  |                                                     |                        |   |                                               |                                               |
|  |                                                     |                                                     |                        |   |                                               |                                               |
|  | Égypte                                              | 3                                                   |                        |   |                                               |                                               |
|  | Égypte                                              | 3                                                   |                        |   |                                               |                                               |
|  | Tunisie                                             | 2                                                   |                        |   |                                               |                                               |
|  | Tunisie                                             | 2                                                   |                        |   |                                               |                                               |

## Classement final
| Place              | Équipe        |
| ------------------ | ------------- |
| Médaille d'or      | Kenya         |
| Médaille d'argent  | Nigeria       |
| Médaille de bronze | Égypte        |
| 4                  | Tunisie       |
| 5                  | Cameroun      |
| 6                  | Maroc         |
| 7                  | Botswana      |
| 8                  | Côte d'Ivoire |